# Ketose (Stoffwechsel)
Als Ketose, teils auch Ketolyse, bezeichnet man in der Medizin einen Stoffwechselzustand, bei dem ein Anstieg der Konzentration von sauren Ketonkörpern (Acetoacetat, 3-Hydroxybutyrat, Aceton) in Blut und Extrazellularraum über die Normwerte festzustellen ist. Dabei können die Ketonkörper die Glucose als primäre Energiequelle des Organismus ablösen. Eine Ketose kann bei einem unzureichend behandelten Diabetes mellitus auftreten und durch Ketoazidose zu einem lebensbedrohlichen Koma führen.

## Physiologie
Ursache einer Ketose ab dem Kleinkindalter ist entweder ein länger andauernder Hungerzustand, etwa beim Fasten, oder eine länger anhaltend niedrige Zufuhr von Kohlenhydraten von weniger als 50 Gramm pro Tag beim Erwachsenen, bei beabsichtigter Restriktion (zumeist in Kombination mit deutlich erhöhtem Fettanteil) als ketogene Diät bezeichnet. Hierbei kommt es unter Glucagon-Einfluss zur Deckung des benötigten Energiebedarfs zu erhöhtem Abbau von Fettsäuren zu Ketonkörpern in der Leber als Alternative zur Bereitstellung von Glucose aus dem Abbau von Kohlenhydraten.
Neugeborene können bei verminderter Kohlenhydrataufnahme bereits über einen kurzen Zeitraum von sechs Stunden in die Ketose geraten.
Die Ketonkörper werden von allen Geweben, aber insbesondere von der Muskulatur und dem Gehirn, als Energielieferant verwendet. Ketonkörper können problemlos die Blut-Hirn-Schranke überqueren. Ein Restbedarf an Kohlenhydraten, zum Beispiel für die Synthese von Sekreten wie etwa Speichel, kann durch Glukoneogenese aus Aminosäuren und dem Glycerin der Fette gedeckt werden.
Durch die erhöhte Konzentration von Ketonkörpern im Blut kommt es auch zur vermehrten Ausscheidung von Ketonen im Urin (Ketonurie) und in der Ausatemluft. Der Mundgeruch oder Körpergeruch kann in diesem Fall einen charakteristischen fruchtigen Ketongeruch aufweisen.
Die Umstellung von einer kohlenhydratreichen auf eine stark kohlenhydratreduzierte Kost und das Fasten sind des Öfteren von kurzzeitigen Nebenwirkungen begleitet. Symptome sind hierbei die Minderung der Leistungsfähigkeit, Kopfschmerzen, Müdigkeit, allgemeine Schwäche, Übelkeit bis hin zum Erbrechen, die jedoch nach wenigen Tagen vollständig abklingen.

## Abgrenzung zur Ketoazidose
Die Plasmakonzentration an Ketonkörpern in einem ketotischen Stoffwechselzustand beträgt etwa 2 bis 5 mmol/l. Zahlreiche andere Blutwerte, zum Beispiel Blutsalze und Blutgase, sind nicht verändert.
Eine diabetische Ketoazidose hingegen umfasst eine lebensgefährliche Beeinträchtigung des Säure-Basen-Haushaltes, der Blutsalze und der Blutgase und endet unbehandelt tödlich. Bei der diabetischen Ketoazidose liegt die Konzentration von Ketonkörpern im Organismus oftmals bei 25 mmol/l und mehr.

## Ketose bei Krankheiten
Eine ketogene Diät ist eine anerkannte Behandlung bei bestimmten Epilepsieformen im Kindesalter.
Bei den sogenannten ketotischen Typen der Glykogenspeicherkrankheiten (Morbus Cori, Morbus Hers, Glykogenose Typ IX und Glykogenose Typ 0) setzt die Ketose, nicht immer gemeinsam mit Hypoglykämie, bereits nach wenigen Stunden ohne Nahrungsaufnahme ein. Bei diesen Stoffwechselstörungen ist die Ketose eine unerwünschte Stoffwechsellage, die zu zahlreichen Komplikationen führen kann. Die Ernährungstherapie zielt darauf ab, die Ketose zu vermeiden. Bei der Glykogenspeicherkrankheit III könnte hingegen eine ketogene Ernährung hilfreich sein.
Es bestehen Bedenken, dass bei Personen mit einer Schilddrüsenunterfunktion oder Hashimoto-Thyreoiditis in der  Ketose eine nennenswerte Verschiebung der Hormonwerte auftreten kann, die eine Neuanpassung der Medikamente erfordert; ein solcher Einfluss ist bei ansonsten Schilddrüsen-Gesunden berichtet.
Von einigen Forschern wird eine ketogene Ernährung als erster Therapiebaustein des Diabetes mellitus empfohlen.
Es gibt Hinweise, wonach die ketogene Diät einen Überlebensvorteil bei Krebserkrankungen bietet.

## Veterinärmedizin
In der Milchviehhaltung wird die Ketose auch als Acetonämie bezeichnet. Sie kann vereinzelt bei Hochleistungskühen vor allem in den ersten drei Wochen nach der Abkalbung auftreten. Sie kann sowohl als Primärkrankheit wie auch als Sekundärkrankheit als Folge einer anderen Krankheit, z. B. der Gebärparese, auftreten. Eine deutsche Studie aus dem Jahr 2011 fand heraus, dass für die Entstehung von Ketose ausschlaggebend ist, welche Fette die Tiere für die Erzeugung des Milchfetts verwenden: Ketose-anfällige Tiere mobilisieren dafür eher Körperfett, während robuste Tiere eher Phosphatidylcholin (Lezithin) aus dem Blut als Lieferant von Fettsäuren nutzen. Die Fütterung in der Transitphase nimmt Einfluss auf die Herkunft der Fettsäuren. Tiere mit hohem Fettanteil neigen zur Mobilisierung von Körperfett statt Phosphatidylcholin. Gesunde Tiere sind demnach an einem hohen Gehalt von Glycerophosphocholin und einem geringen Gehalt an Phosphocholin in der Milch erkennbar.
Futtermangel und bestimmtes Futter (buttersäurehaltige Silage) kann Ketosen fördern.